# Granollers
Granollers es un municipio y ciudad española de la provincia de Barcelona, en la comunidad autónoma de Cataluña. Cuenta con 64 181 habitantes (INE 2024) y se trata de la capital y ciudad más poblada de la comarca del Vallés Oriental.
La Porxada, edificio renacentista que servía para alojar el grano durante los días de mercado, es el edificio más emblemático. Se terminó de construir entre los años 1586 y 1587 a partir de un proyecto que había encargado el Consejo de la Vila al maestro Bartomeu Brufalt. El edificio tiene unas dimensiones de 24 metros de largo por 15,65 de ancho y está formado por quince columnas de orden toscano que soportan un tejado de cuatro vertientes. Ha sido restaurado en varias ocasiones.
En la calle de Corró se encuentra el antiguo Hospital de Santo Domingo, ahora Sala Francesc Tarafa, un ejemplo de arquitectura gótica restaurada.
Granollers vive del comercio y de las industrias. Pero en la parte sur del término, el paraje de Palou aún conserva zonas agrícolas.

## Geografía
Granollers se encuentra situada en la plana del Vallés, en la depresión prelitoral catalana, a una altitud de 147 metros.

## Historia

### Edad Antigua
Los vestigios más antiguos que se han encontrado en Granollers tienen una antigüedad de más de 4000 años, aunque los hallazgos arqueológicos más importantes son las de la necrópolis de Can Trullàs, de la época romana. Hasta el año 944, no aparecerá la primera referencia del topónimo Granollers, citado como Granularios Subteriore.

### El mercado
A partir del año 1040, ya se menciona el mercado granollerense. Durante los siglos XIII, XIV y XV, la Iglesia, el señor feudal de la Roca y la Corona se disputan el territorio de Granollers. Esta continua situación de canje hizo que los granollerenses recaudaran 10 000 florines que pusieron en manos del rey Alfonso IV para que comprara la villa y la incorporara definitivamente a la Corona. Desde este momento, Alfonso IV declaraba la villa como calle de Barcelona (1418).
Durante diez años, entre 1462-1472, se produjo una guerra civil que enfrentaba la monarquía de Juan II y la Generalidad. La villa de Granollers, bajo el dominio de los señores de Pinós, tomó partido por la Generalidad. Durante este conflicto (1466) murió en Granollers el condestable de Portugal, candidato a la Corona de Aragón. Aun cuando Granollers tomó posición contra Juan II, al acabar la guerra el monarca otorgó los privilegios que ya había dado el rey Alfonso IV, en 1418. El siglo XV todavía debía llevar más conflictos en Granollers, debido a la segunda guerra de Remença.

### Renacimiento y Modernidad
La estabilidad del siglo XVI, el aumento demográfico y la prosperidad del mercado consolidaron el desarrollo de Granollers ejemplificado con la construcción de importantes edificios como la nueva iglesia parroquial gótica de San Esteban, sobre la románica del siglo XI; el desaparecido Convento de los Capuchinos; la iglesia de San Francisco o el Soportal. Otros aspectos de este siglo de oro, tal y como calificó el médico e historiador Alfred Canal el siglo XVI, son la gran actividad del Consell o Universitat o la construcción de nuevas capillas sobre las murallas. Esta prosperidad se truncó de nuevo por la lucha durante la Guerra de los Segadores en la que intervino el síndico granollerense Joan Domènec.

#### Ocupación Napoleónica
Durante la Guerra de la Independencia (1808-1814), Granollers se opuso a la ocupación napoleónica y fue sede de la Junta del Partido del Vallés. El conflicto de la tercera guerra carlista (1875) fue el que afectó más a la villa. 3000 carlistas asaltaron Granollers y secuestraron al alcalde y a 33 personas más que fueron liberados previo pago de un rescate.

#### Revolución Industrial
A mediados de siglo XIX la actividad económica de la capital del Vallés Oriental fue evolucionando a partir del desarrollo de las vías de comunicación y se convirtió gradualmente en más industrial y comercial que agrícola. La inauguración del nuevo trazado de la carretera de Barcelona a Vich (1848) y la llegada de las dos líneas de tren (1854 y 1876) fueron las causas principales. Al principio del siglo XX, se incorporaron a Granollers el Lledoner (1922), y el municipio de Palou (1928). De esta forma, la ciudad consolidaba la configuración longitudinal con la actual carretera como eje principal.

### La segunda república y Guerra Civil

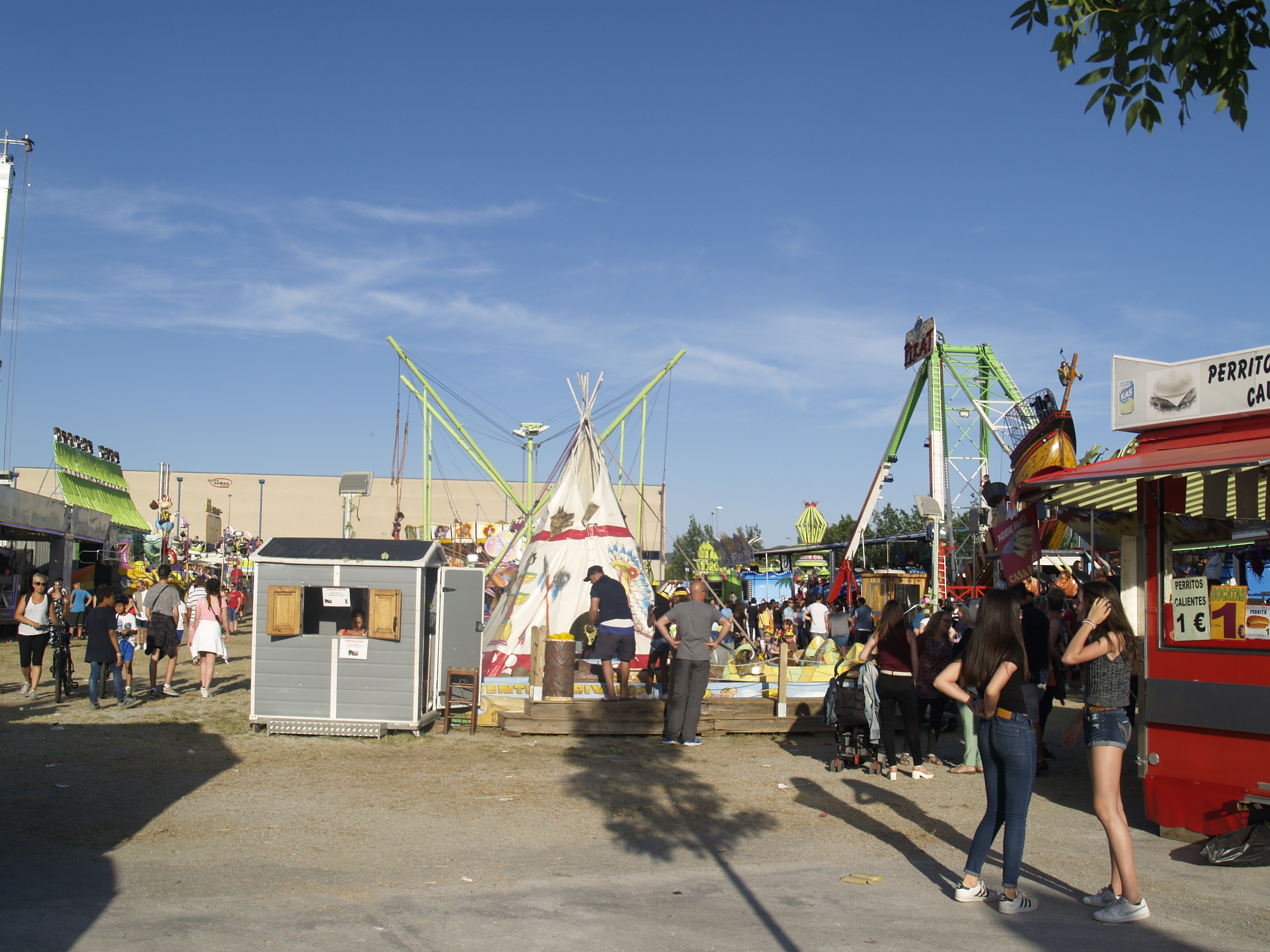
Feria de la Ascensión 2017

Durante la Segunda República, la ciudad vivió un proceso de cambio social y político general, con algunos acontecimientos especiales como los hechos de octubre de 1934. La Guerra Civil (1936-1939) también se sufrió con mucha dureza: hubo cuatro bombardeos de la aviación italo-germana. El primero de los cuales, el 31 de mayo de 1938, (cuyo objetivo principal fueron las fábricas de munición para artillería y piezas de avión, así como la central eléctrica que les suministraba de energía) la localidad fue bombardeada por 5 aviones Savoia-S 79 que dejaron caer 30 bombas explosivas y unas 10 incendiarias en martes, no en jueves (día de mercado) como mucha gente cree, y causó centenares de heridos, muertes y muchos estragos y dejó la plaza parcialmente destruida.
Uno de los hechos más destacados de la posguerra es la celebración de la primera Feria de la Ascensión el 1943, y que con los años rebasó el ámbito local. Fueron años de carencias y de recesión económica y hasta 1952 no se suprimió el racionamiento de los productos de primera necesidad. Entre 1956 y 1975, hubo un crecimiento demográfico muy destacado, a causa principalmente de la llegada de personas procedentes del resto de España y del aumento de la natalidad, que propició un importante incremento del parque de viviendas y el desarrollo de la trama urbana. Por otro lado, la crisis del textil de mitad de los años 60 dio paso a una industria más diversificada, una de las características destacadas de la economía granollerense.
La muerte del general Franco, en noviembre de 1975, comportó la legalización de varios partidos políticos que concurrieron a las primeras elecciones generales de 1977, primero, y a las municipales de 1979, después, que ganó Rafael Ballús, del PSC, que fue alcalde hasta 1986, cuando fue sustituido por Josep Pujadas. En 1988, se constituyó en Granollers el Consejo Comarcal del Vallés Oriental, cuyo primer presidente fue Josep Serratusell, de CiU.

### SigloXXI
A principios de los años 1990, tuvo lugar el escombro de la antigua Foneria de Can Trullàs y el cierre definitivo de la fábrica de Roca Umbert, las naves de la cual serán cedidas al Ayuntamiento. En 1991, se inauguraron dos instalaciones deportivas destacadas: el Circuito de Cataluña y el Palacio de Deportes, sede de la competición de balonmano de los Juegos Olímpicos de Barcelona 1992. Este mismo año, el mes de mayo, se produce una moción de censura que convirtió a Josep Serratusell en alcalde de Granollers. Las elecciones municipales de 1995 ganadas por Serratusell obligan a hacer un pacto de gobierno tripartito CIU, PSC y ERC. En estas mismas elecciones también obtuvieron representación el PP y IC-EV. Los comicios municipales de 1999 dieron como ganador al PSC, con una lista encabezada por Josep Pujadas, que acordó con ERC un pacto para la legislatura 1999-2002. El resultado de las elecciones municipales de junio de 2003 traen a repetir el pacto PSC-ERC, pero en esta ocasión con la suma de la coalición ICV-EUiA. Josep Pujadas fue escogido de nuevo alcalde de la ciudad, cargo que ejerció hasta el 31 de enero de 2004 cuando dejó la Alcaldía para formar parte del nuevo gobierno de la Generalidad. Desde el 12 de febrero de 2004 y reelegido con mayoría absoluta en las elecciones municipales de mayo de 2007, Josep Mayoral continuó siendo el alcalde de la ciudad hasta febrero de 2022.

### Fiesta mayor de Granollers
La fiesta mayor empieza el último jueves del mes de agosto y se celebra a lo largo de una semana. La edición moderna de la fiesta, que empezó en 1983 se basa en la recuperación de una antigua apuesta hecha en la ciudad en el año 1897, donde dos artesanos del ladrillo, los señores Rayo y el heredero de Maynou dividieron la ciudad compitiendo para ver quien era capaz de hacer más ladrillos en una hora. Esta anécdota se convirtió, años después en la fiesta mayor Blanca y Azul, donde los protagonistas son los ciudadanos divididos en dos colles: los blancs (blancos) y los blaus (azules). Estas agrupaciones organizan actividades y competiciones para animar la fiesta de Granollers y despedir el verano.
Actualmente, en la fiesta mayor de Granollers se hacen varias pruebas de todo tipo: gastronómicas, competitivas y anecdóticas para que todos, grandes y pequeños, disfruten de una semana llena de aventuras.

### Gastronomía
En la gastronomía de Granollers, lo más importante, son los desayunos de tenedor (Esmorzars de Forquilla), que son una tradición en diversos establecimientos de la ciudad y de la comarca. La tradición dice que el jueves (día de mercado en la ciudad), payeses, comerciantes y clientela, participan en tertulias mientras desayunan satisfaciendo a su estómago.
Por otro lado, se puede encontrar El Rajol de Festa Major, que es un dulce típico de la ciudad desde 1994. Este dulce está hecho de pasta de hojaldre, crema de cacao y relleno de trufa y praliné de avellana.

## Demografía
Granollers cuenta con una población de 64 181 habitantes (INE 2024).

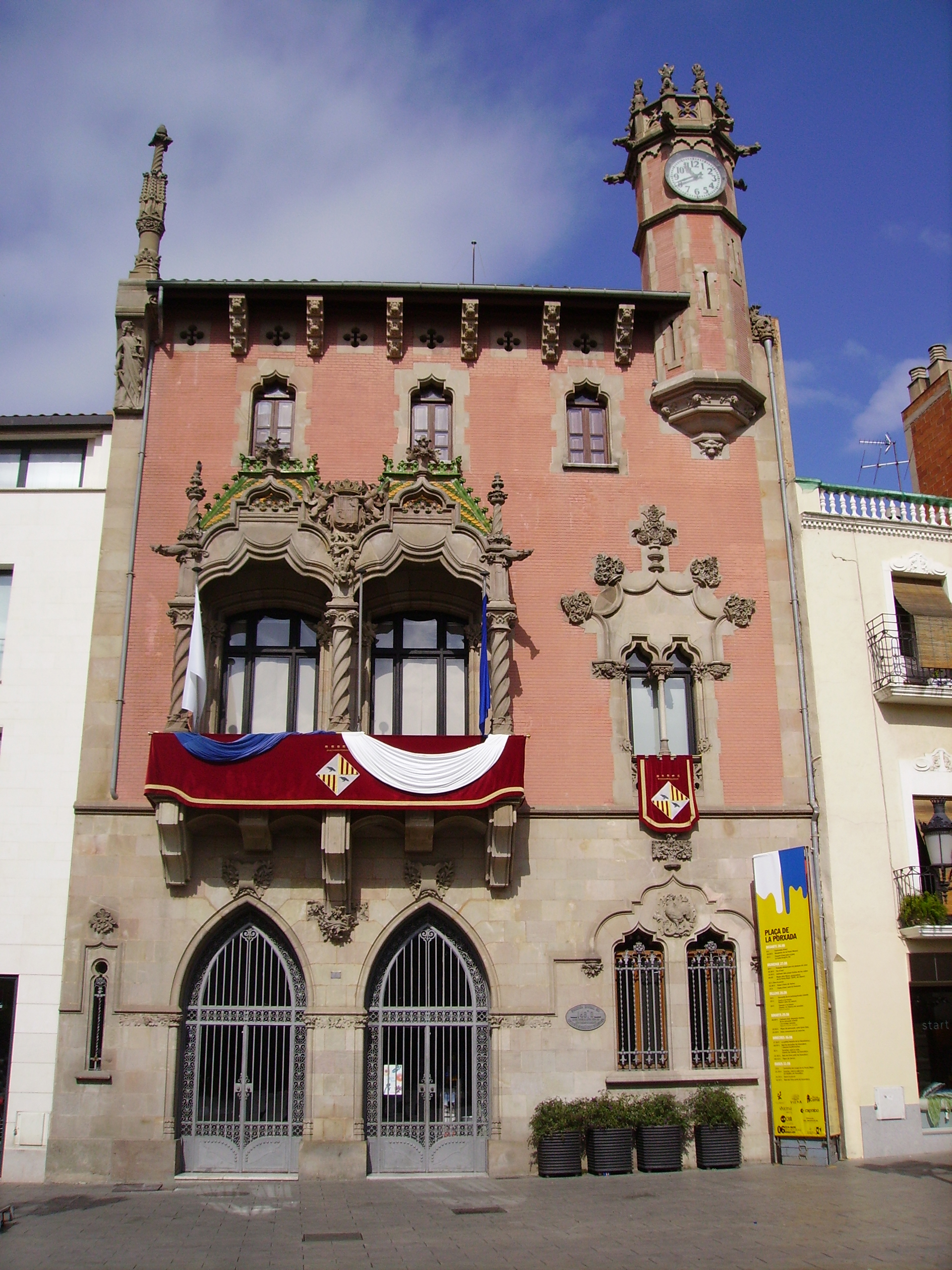
Ayuntamiento de Granollers

| Gráfica de evolución demográfica de Granollers entre 1842 y 2021 |
| |
| Población de derecho según los censos de población del INE Población de hecho según los censos de población del INEEntre el censo de 1930 y el anterior, crece el término del municipio porque incorpora a Palou |

## Administración y política
| Periodo   | Nombre                     | Partido | Partido                                    |
| --------- | -------------------------- | ------- | ------------------------------------------ |
| 1979-1986 | Rafael Ballús i Molina     |         | Partit dels Socialistes de Catalunya (PSC) |
| 1986-1992 | Josep Pujadas i Maspons    |         | Partit dels Socialistes de Catalunya (PSC) |
| 1992-1996 | Josep Serratusell i Sitjes |         | Convergència i Unió (CiU)                  |
| 1996-1998 | Josep Pujadas i Maspons    |         | Partit dels Socialistes de Catalunya (PSC) |
| 1998-1999 | M. Carme Esplugas i Martí  |         | Convergència i Unió (CiU)                  |
| 1999-2004 | Josep Pujadas i Maspons    |         | Partit dels Socialistes de Catalunya (PSC) |
| 2004-2022 | Josep Mayoral i Antigas    |         | Partit dels Socialistes de Catalunya (PSC) |
| 2022-act. | Alba Barnusell i Ortuño    |         | Partit dels Socialistes de Catalunya (PSC) |

| Partido político                                         | 2023  | 2023  | 2023       | 2019  | 2019   | 2019       | 2015  | 2015   | 2015       | 2011  | 2011  | 2011       | 2007  | 2007  | 2007       |
| Partido político                                         | %     | Votos | Concejales | %     | Votos  | Concejales | %     | Votos  | Concejales | %     | Votos | Concejales | %     | Votos | Concejales |
| Partit dels Socialistes de Catalunya (PSC)               | 41,03 | 9237  | 13         | 43,11 | 11 974 | 14         | 43,28 | 10 209 | 13         | 42,49 | 8858  | 13         | 46,33 | 9870  | 14         |
| Esquerra Republicana de Catalunya (ERC)                  | 12,10 | 2726  | 4          | 15,14 | 4206   | 4          | 11,60 | 2737   | 3          | 5,83  | 1216  | 1          | 8,84  | 1883  | 2          |
| Junts per Catalunya (JxC)-Convergència i Unió (CiU)      | 11,71 | 2637  | 3          | 12,96 | 3600   | 4          | 15,85 | 3740   | 4          | 21,38 | 4458  | 6          | 20,05 | 4271  | 6          |
| Primàries                                                | 6,74  | 1519  | 2          | 5,31  | 1477   | 1          | —     | —      | —          | —     | —     | —          | —     | —     | —          |
| Partit Popular de Catalunya (PP)                         | 6,40  | 1443  | 2          | 2,99  | 832    | 0          | 5,51  | 1299   | 1          | 12,67 | 2641  | 4          | 9,87  | 2102  | 3          |
| Vox                                                      | 5,68  | 1280  | 1          | —     | —      | —          | 0,24  | 56     | 0          | —     | —     | —          | —     | —     | —          |
| En Comú Podem (ECP)-Iniciativa per Catalunya Verds (ICV) | 3,79  | 855   | 0          | 2,56  | 713    | 0          | 4,61  | 1087   | 0          | 5,95  | 1240  | 1          | 4,30  | 916   | 0          |
| Ciutadans (CS)                                           | 1,11  | 250   | 0          | 9,13  | 2538   | 2          | 8,05  | 1898   | 2          | 1,49  | 311   | 0          | 3,01  | 642   | 0          |
| Candidatura d'Unitat Popular (CUP)                       | 4,89  | 1102  | 0          | 4,79  | 1331   | 0          | 4,63  | 1563   | 2          | —     | —     | —          | 2,08  | 444   | 0          |

## Transporte

### Ferrocarril
- Estación de Granollers Centro: R2 y R8 y R11 de Rodalies y trenes de Media Distancia y Larga Distancia.
- Estación de Granollers-Canovellas: R3 de Rodalies. En la zona oeste del municipio cerca del límite con Canovellas.
- Estación de Les Franqueses-Granollers Nord: R2 de Rodalies. En el municipio vecino de Las Franquesas del Vallés a menos de 100 m del barrio de Granollers Nord.

### Autobús
- Estación de autobuses: servicios interurbanos que unen Granollers con Barcelona, Gerona, Mataró, Sabadell y otros municipios de la comarca del Vallés Oriental

### Bicicleta
- Ha incorporado un servicio de bicicletas públicas Ambicia't, que ofrece a los ciudadanos de Granollers un nuevo sistema de movilidad por las calles de la ciudad.[8]

### Carretera
- AP-7 salida n.º 13.
- C-17 Autovía Barcelona-Vich salidas km 18 (Granollers Sur), km 20 (Granollers Centro) y km 22 (Granollers Norte)
- C-35
- C-60 Autovía Mataró-Granollers
- C-352 Ronda de Granollers

## Cultura

### Deporte
- El Esport Club Granollers es el club de fútbol más destacado de la ciudad y el decano de este deporte en la comarca del Vallés Oriental, ya que celebró su centenario el 2 de marzo de 2013. En 2016, cuenta con 23 equipos y unos 300 jugadores federados en las diferentes estructuras de competición y formación. Su mayor logro fue en la temporada 1935/36, cuando logró ascender a la segunda división de España. En la temporada 2015-16, más de 300 jugadores forman las plantillas del Esport Club Granollers.[9]

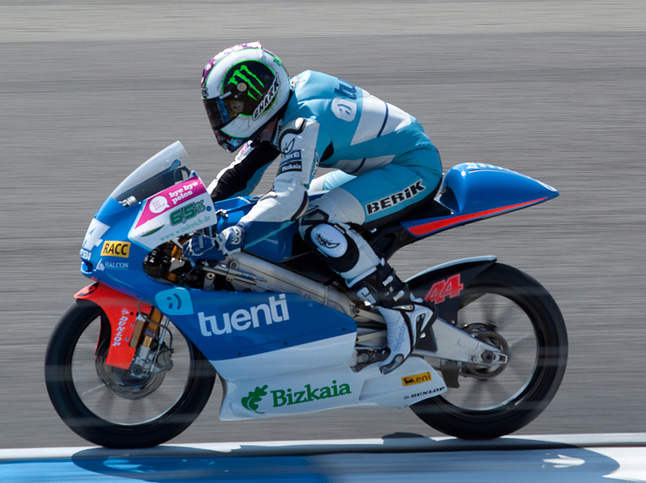
Pol Espargaró

- El Club Balonmano Granollers (familiarmente conocido como BM Granollers), es uno de los clubes de balonmano español más importantes de la historia, siendo el sexto club con más puntos en la clasificación histórica de la Liga Asobal con 771 puntos. También es el segundo club con más títulos nacionales, ya que ha obtenido hasta en 13 ocasiones el título de la División de Honor. Además fue campeón de la Recopa de Europa en 1975-76 y de la Copa EHF en 1994-95 y 1995-96. Anualmente desde 1999 se celebra el torneo Granollers Cup, uno de los torneos internacionales más importantes de balonmano en Europa.[10]
- Granollers Esportiu Bàsquet, en la actualidad Club Basquet Granollers, es uno de los clubes de baloncesto más antiguos de España, ya que fue fundado en 1932. Estuvo desde 1957 a 1983 en la Primera División de la Liga Española de Baloncesto y de 1983 a 1993 en la Liga ACB. En la temporada 2015-16 tiene un total de 24 equipos: 13 equipos masculinos, 11 femeninos.[11]
- La ciudad está muy influenciada por los deportes de motor debido a la cercanía del circuito de Montmeló. En Granollers han nacido destacados pilotos de motociclismo, como Pol Espargaró, que compitió en la categoría de MotoGP del Campeonato Mundial de Motociclismo y que fue campeón del mundo en Moto 2 en 2013.[12] Su hermano mayor, Aleix Espargaró, actualmente compite en la categoría de MotoGP.
- El CEFS Ciutat de Granollers es el único club de fútbol sala que tiene la ciudad. Fundado en 2005, se inició en el pabellón municipal de El Congost y se trasladó posteriormente al pabellón municipal de Can Bassa donde actualmente tiene su sede.[13]
- El Club Natación Granollers es un club de Granollers fundado el 1967, con varios deportistas que han participado en finales estatales de natación, natación sincronizada y waterpolo, obteniendo varias medallas.[14] Es un ejemplo Laia Pons Arenas, medallista olímpica en los Juegos Olímpicos de Londres 2012 en natación sincronizada.[15]